# (6723) Chrisclark
(6723) Chrisclark (1991 CL3) – planetoida z grupy pasa głównego asteroid okrążająca Słońce w ciągu 5,72 lat w średniej odległości 3,2 j.a. Odkryta 14 lutego 1991 roku.